# Never Gonna Stop (The Red Red Kroovy)
Never Gonna Stop (The Red Red Kroovy) è un singolo promozionale estratto dall'album di Rob Zombie The Sinister Urge. La canzone è stata inclusa anche in Past, Present & Future e in The Best of Rob Zombie. Nel 2002, ricevette una nomination ai Grammy per la miglior interpretazione metal. Il videoclip è ispirato al film Arancia meccanica di Stanley Kubrick.
Fu inserita nei film Rollerball e A testa alta, oltre che nel videogioco Test Drive: Eve of Destruction. Un'altra versione della canzone, introdotta dalla frase "You Think You Know Me", fu utilizzata dal wrestler Edge, all'epoca in WWE. Il canadese fu accompagnato da questo brano dal 2001 al 2004. Per questo, la canzone fu inserita nell'album WWF Forceable Entry.